# (31818) 1999 RM135
1999 RM135 (asteroide 31818) é um asteroide da cintura principal. Possui uma excentricidade de 0.06509480 e uma inclinação de 22.67654º.
Este asteroide foi descoberto no dia 9 de setembro de 1999 por LINEAR em Socorro.